# Jacques Courtens
Pour les articles homonymes, voir Courtens.
 (octobre 2015).
Jacques Courtens est un artiste-peintre belge, né à Saint-Josse-ten-Noode (Bruxelles-Capitale) le 24 avril 1926, mort à Grasse (Alpes-Maritimes, France) le 23 septembre 1988. Inhumé au cimetière de Saint-Cézaire-sur-Siagne Alpes-Maritimes aux côtés de son ami le compositeur et chef d'orchestre Igor Markevitch (1913 – 1983).
Troisième génération de peintres avec son frère Pierre Courtens, fils de Hermann Courtens, petit-fils de Franz Courtens.

## Biographie
Il dessine et peint dès le plus jeune âge dans l'atelier de son père et grand-père qui sont ses premiers professeurs. L'exode en 1940 le mène à Nice avec sa mère. Il y fréquente l'École des Arts décoratifs entre 1941 et 1942. Il dessine le débarquement des Alliés en Normandie en 1945. Il retrouve sa mère à Paris l'année suivante et peint avec son frère Pierre. Il ouvre un premier atelier en 1947, et expose pour la première fois avec son frère Pierre, sous le pseudonyme de les frères Suros, à la Galerie Maurs.
Il ouvre un atelier à Amsterdam en 1948, puis peint à Bruxelles de 1950 à 1960. Il parcourt l'Espagne les vingt années suivantes, dessine et tient en parallèle un commerce d'antiquités au Grand Sablon à Bruxelles. Il construit son Atelier-Musée à Grasse A.M. France en 1972. En 1973, il peint des fresques sur les murs et plafonds de trois pièces : Les fresques de Santiago de Grasse. Il peint l'essentiel de son œuvre de 1973 à 1988 à Grasse. il crée l'affiche pour la première mondiale de Ce Sacré bonheur, pour la célébration du 5e anniversaire de la réouverture du Théâtre Princesse Grace de Monaco en 1986.
De nombreuses expositions consacrées à son œuvre ont lieu en France, Belgique et au Luxembourg. Une grande rétrospective à l'hôtel de ville de Bruxelles et au palais du Gouverneur de Brabant, sous le patronage de la reine Fabiola a lieu en février 1992. Certaines de ses œuvres sont au musée des Beaux Arts de Mouscron et dans des collections privés. Un téléfilm réalisé par Grigori Amnouel et Alexandre Brussilovsky lui a été consacré : L'Univers de Jacques Courtens. Un reportage sur la famille Courtens a été réalisé par Télé Bruxelles en 1993 : La Dynastie bruxelloise des Courtens.
En 1998, fut créé le « Courtens d'Or » pour le Premier Festival des Arts et Cinémas Russes à Cannes[réf. nécessaire]. La récompense remise pour la première année a été à Inna Tchourikova, célèbre comédienne russe pour l'ensemble de son œuvre, par Renée Saint-Cyr et Isabelle Courtens. Le festival des Arts et Cinémas Russes et la remise du « Courtens d'Or » ont lieu désormais à Nice au Théâtre national de Nice chaque année en octobre-novembre.

## Extraits de textes
« Son œuvre immense qui exalte le tourbillon, l'ouragan des pulsions entre ciel et terre, rêve et réalité s'inscrit juste après James Ensor dans la lignée des Flamands prophétiques »
Michel Desforges, Le Figaro Méditerranée, 3 décembre 1988, page 27
« L'œuvre de Jacques Courtens est née d'une vision ascétique et anachorète de l'art, d'une vision qui fait de lui un prophète dont la voix ne se perd pas dans le désert » Richard Audry, Le Tageblat Luxembourg 08/10/1979
« Une symphonie éblouissante de l'amour fou bâillonnant la mort » Le Mois de Marie-Claire, Bruxelles mars 1992
« On ne peut être que frappé, physiquement, au plus intime de son âme, par cette "expression picturale", tellement différente, tellement originale que le regard ne peut se raccrocher à aucun repère, à aucune mesure connue… car nous sommes en relation avec tout autre chose, nous touchons l'écho d'un secret qui vit en chacun de nous. »
Victor Varjac, La Rose, l'Aventurier et le Rêveur, 2007, page 5
« Je n'ai rencontré Jacques Courtens qu'une seule fois dans cette demeure - musée où il m'accueillit un soir avec cet élan dont ses amis ont bénéficié si fortement et qui, à n'en pas douter, formait une part essentielle de sa personnalité.
À ses côtés, j'ai eu le privilège de découvrir les étonnantes créations nées d'un pinceau inspiré, tourbillon étourdissant de formes oniriques et de couleurs qui n'appartiennent qu'à lui.
Cette soirée-là restera marquée dans ma mémoire.
Alain Decaux de l'Académie française, Jacques Courtens Rétrospective de l’œuvre peint. Dessins, Snoeck Ducaju en Zoon, Gand, 1991
Les Lumineux paradoxes
Penser à Jacques Courtens et à son œuvre, c'est rencontrer sans cesse des paradoxes étonnamment féconds. Fils et petit-fils de peintres, il a une personnalité d'une autonomie totale.
Il a des racines profondes, et il porte le regard le plus libre sur les êtres et le monde. Il a le génie de la couleur, mais il a tout autant le génie du dessin. Il peint des toiles, mais il crée en peintre les murs de sa maison et il lui arrive aussi bien d'illustrer la musique comme en témoignent les motifs des compact disques de Mozart ou Markevitch.
On aime voir et revoir ce qui est de lui comme si, frappé d'abord par l'évidence de l'élan on avait besoin d'en retrouver l'image qui dure. Voir ces mouvements à la fois suggérés et infinis, ces départs d'on ne sait où vers on ne sait où, puis revoir le sourire qui en dit la pulsion, le geste qui en suggère l'aboutissement.
Tout, chez lui, mêle étonnamment la suggestion et la précision.
Cette violoniste se love dans un tourbillon, mais on sent que ses doigts sont sûrs ; cette flûtiste qui marche en jouant nous dit qu'elle est tout de même bonheur et contemplation.
On sent, autant qu'on l'analyse, cette joie créatrice qui lui a valu tant d'amis. J'aime penser à Micheline et à Julien Bertheau, qui étaient proches de lui à Grasse comme ils sont proches de moi dans mon cœur à Bruxelles.
Je relis ce que Jacques Courtens disait et qu'on a noté au vol.
C'est tout lui, pense-t-on aussitôt. Le secret qui fait d'une image une œuvre et non une reproduction ? « J'ai cherché le fil entre la vie et la mort, le souvenir d'une image et non l'image elle-même ».
La vocation de la création qui dépasse ce qu'elle traduit ? « Les mots qui quittent le livre sont l'essentiel de la pensée ».
Étrange miracle que Jacques Courtens, son art et son univers.
Le mystère en pleine lumière.
Georges Sion, Bruxelles, secrétaire perpétuel honoraire de l'Académie de Langue et Littérature françaises. Jacques Courtens Rétrospective de l’œuvre peint. Dessins, Snoeck Ducaju en Zoon, Gand, 1991
« …La démarche de Jacques Courtens est celle d'un ascète aux yeux de lumière, pressé par le temps qui passe. Sa production picturale est l'histoire de vingt années de travail acharné, entre la réalisation de sa demeure, des fresques qui l'ornent et de ses nombreux dessins et toiles. L'art de Jacques Courtens est l'histoire d'une passion, de celles qui résument une vie.
L'artiste semble briser une géométrie cartésienne et s'érige en jongleur, pleinement conscient du mystère d'Alfred Hitchcock, il n'hésitera pas à se glisser subtilement au sein de ses œuvres, livrant ainsi pudiquement ses pulsions et ses envies…
…Jacques Courtens joue avec ses racines et donne un nouvel élan à la touche expressionniste héritée de sa Flandre tout en lui ajoutant la sensualité et l'envol puisés chez son hôte méditerranéen : Fragonard.
À partir de cette synchrèse tant philosophique qu'artistique, l'oiseau Courtens prend son envol…
…Le culte de la dialectique, le jeu dichotomique, feront de Jacques Courtens le premier expressionniste méditerranéo-flamand…
…Mû par un désir de vérité, Jacques Courtens a choisi la Liberté pour le plus grand bonheur de l'art. La passion a toujours guidé ce "Petit Prince" de la peinture dont les sujets émergent d'un confluent magique fait de Femme, de Vie, d'Amour et de Couleurs. Sa palette chante l'union d'un expressionnisme venu de Flandre, où le geste impétueux module l'espace, et des glacis impressionnistes de ses aïeux. Des ciels azuréens se dessinent, des visages aux semelles de vent émergent. En poète averti, Jacques Courtens nous invite à découvrir le sens de l'Absolu dans chacun des gestes de la vie… »
Olivier Clynckemaillie, conservateur du musée des Beaux-Arts de Mouscron, "Et in Arcadia ego…" 2001

## Expositions
- 1947 Les Frères Suros (Pierre et Jacques Courtens), galerie Pierre-Maur, av. Montaigne, Paris.
- 1979 octobre, Kredietbank S.A., Luxembourg
- 1980 juin, Musée Léon de Smet, Deurle, Gand, Belgique
- 198I octobre, Faculty Club, Louvain, Belgique
- 1982 mars, Centre International de Grasse, Grasse, France
- 1984 décembre – janvier I985 De Breughel à nos jours, Malmaison, Cannes, France
- 1987 mars – juin, Masques d'artistes, Malmaison, Cannes, France
- 1987 avril, syndicat d'initiative, Biot, France
- 1988 juillet, Grand Prix Européen des Arts et des Lettres (Invité d'honneur) Centre universitaire méditerranéen, Nice, France
- 1990 juin, Grand Prix Européen des Arts et des Lettres (Invité d’honneur) Palais des Congrès Grasse, France
- 1992 février, Sous le haut patronage de Sa Majesté la Reine Fabiola, Rétrospective Jacques Courtens, Palais provincial du Brabant et hôtel de ville Bruxelles, Belgique
- 1993 juillet – septembre, Rétrospective Palais des Congrès et Hommage à Igor Markevitch Villa-Musée Fragonard, Grasse, France
- 1993 septembre – octobre, Salon des Peintres du XVIe, mairie du XVIe,Paris
- 1998 août - septembre Dans le cadre du 90e anniversaire de Cap d’Ail « Hommage à Jacques Courtens », Exposition Office du tourisme et Médiathèque de Cap d’Ail, Cap d’Ail, France
- 1998 septembre – octobre, Casino Rhul - Salle des jeux, Nice, France
- 2001 mars – mai, Rétrospective Jacques Courtens, Centre Culturel Marius Staquet, Mouscron, Belgique.
- 2008 mai – juin, Musée d'Art et d'Histoire de Provence, Grasse, France
- 2008 juin – juillet, 20e anniversaire de la disparition du peintre, exposition organisée par la Ville de Grasse, Palais des Congrès de Grasse, France
- 2009 mars – avril, Mairie de Bonson, France
- 2010 juillet, Salle des Meurtrières, Mairie de Saint-Cézaire-sur-Siagne, France
- 2011 janvier, Dans le cadre du Festival international du cirque de Monte-Carlo, La Maison de l'Amérique Latine présente "Le Cirque" de Jacques Courtens, Monte-Carlo, Monaco
- 2011 février - mars, affiche du concours de La Poste "Rencontre en toutes lettres"  et exposition à la médiathèque de Noailles,Cannes, France
- 2012 septembre-octobre, «Amour et Musique» - Château des Terrasses, Cap d'Ail,  France
- 2014 janvier-février, "Hymne à la Vie" Salle du Polygone, Chevigny-Saint-Sauveur, Dijon, France
- 2016 juin-août,«Ballade Onirique au Royaume d’Éther» Musée Yves Machelon & Pavillon Delarue, Gannat, France